# 基蘭·馬米恩
基蘭·馬米恩（英語：Kieran Marmion；1992年2月11日—）是一位愛爾蘭橄欖球運動員。他是愛爾蘭國家橄欖球隊的一員，代表愛爾蘭參加了2015年橄欖球六國賽。